# Вярьвель
Вярьве́ль (рос. Вярьвель, ерз. Вярьвель) — присілок у складі Атюр'євського району Мордовії, Росія. Входить до складу Атюр'євського сільського поселення.
Населення — 12 осіб (2010; 38 у 2002).
Національний склад станом на 2002 рік:
- росіяни — 97 %